# Мисидьян, Вирджил
Ви́рджил Мисидья́н (нидерл. Virgil Misidjan; род. 24 июля 1993 года, Гойрле, Нидерланды) — нидерландский и суринамский футболист, полузащитник клуба НЕК и сборной Суринама.

## Клубная карьера
Мисидьян — воспитанник клуба «Виллем II». 29 января 2002 года в матче против «Ден Босха» он дебютировал в Эрстедивизи. 17 февраля в поединке против «Волендама» Виргил забил свой первый гол за «Виллем II». По итогам сезона он помог клубу выйти в Эредивизи. Летом 2013 года Мисидьян перешёл в болгарский «Лудогорец». 17 августа в матче против пловдивского «Локомотива» он дебютировал в чемпионате Болгарии. 15 сентября в поединке против «Левски» Виргил забил свой первый гол за «Лудогорец». В матчах Лиги Европы против ПСВ и загребского «Динамо» он забил по голу. В 2016 году в поединке Лиги чемпионов против французского «Пари Сен-Жермен» Виргил отметился забитым мячом. В составе клуба Мисидьян пять раз выиграл чемпионат, а также завоевал Кубок Болгарии.
Летом 2018 года Мисидьян перешёл в немецкий «Нюрнберг». Сумма трансфера составила 3 млн. евро. 16 сентября в матче против «Вердера» он дебютировал в Бундеслиге. В этом же поединке Виргил забил свой первый гол за «Нюрнберг».
В начале 2021 года Мисидьян вернулся в Нидерланды, в статусе свободного агента подписав контракт с ПЕК Зволле. 13 января в матче против «Фейеноорда» он дебютировал за новую команду. 26 января в поединке против «Хераклеса» Виргил забил свой первый гол за «Зволле».
10 июня 2021 года перешёл в «Твенте», подписав с клубом двухлетний контракт.

## Достижения
Командные
«Лудогорец»
- Победитель чемпионата Болгарии (5) — 2013/14, 2014/15, 2015/16, 2016/17, 2017/18
- Обладатель Кубка Болгарии — 2013/14
- Обладатель Суперкубка Болгарии (2) — 2014, 2018